# زایلو کانای
زایلو کانای (اسپانیایی: Zoilo Canavery‎؛ ۲۶ ژوئیه ۱۸۹۳ – ۲۹ سپتامبر ۱۹۶۶) بازیکن فوتبال اهل آرژانتین بود.

## باشگاهی
از باشگاه‌هایی که در آن بازی کرده‌است می‌توان به باشگاه فوتبال ریور پلاته، باشگاه فوتبال بوکا جونیورز، باشگاه اتلتیکو ایندپندینته و باشگاه فوتبال راسینگ کلوب آویاندا اشاره کرد.

## تیم ملی
وی همچنین در تیم ملی فوتبال آرژانتین بازی کرده‌است.

## زندگی شخصی
او در مونته ویدئو، اروگوئه، پسر والریو کاناوری و توماسا تونس، متعلق به یک خانواده متوسط به دنیا آمد. پدرش که در باراکاس السود به دنیا آمد ، فرزند خانواده ای از دباغان ایرلندی و کریول بود .مادر او، متولد بیلبائو ، متعلق به خانواده‌ای از مهاجران با اصالت باسکی فرانسوی بود که در اواخر قرن نوزدهم در Avellaneda تأسیس شد.
پدرو کاناوری